# Еміль Літтре
Емі́ль Літтре́, повне ім'я Емі́ль Максимільє́н Поль Літтре́ (фр. Émile Maximilien Paul Littré; 1 лютого 1801 — 2 червня 1881) — французький філософ-позитивіст, історик, філолог, перекладач і лексикограф; упорядник знаменитого «Словника французької мови» (фр. Dictionnaire de la langue française), більш відомого як «Словник Літтре» (фр. Dictionnaire Littré). Член Французької академії.

## Біографія
Еміль Літтре народився в Парижі. Батько — Мішель-Франсуа Літтре служив у корабельній артилерії. Після виходу у відставку обійняв адміністративну посаду. Мішель-Франсуа Літтре був вільнодумцем, перейнятим ідеями Французької революції. Він одружився з Софі Жоано, дочкою відомого політика Жана-Батіста Жоано. У подружжя народилося двоє синів: Еміль і Бартелемі. Батько дуже опікувався освітою своїх синів, навіть вивчив для цього давньогрецьку мову і санскрит.
1819 року Еміль Літтре закінчив престижний Ліцей Людовика Великого. По закінченні ліцею Літтре якийсь час вагався з вибором майбутнього фаху: філологія чи медицина. Врешті він обрав медичний факультет і вісім років студіював медицину. У зв'язку зі смертю батька 1827 року був змушений полишити докторат з медицини, оскільки його мати залишилася без засобів до існування. Викладав латину і грецьку мову.
1831 року Еміль Літтре був відрекомендований Арману Каррелю, головному редактору газети «Насьон». Каррель доручив Літтре читати англійські та німецькі газети і вишукувати цікаву інформацію для його видання. Невдовзі Каррель помітив у Літтре неабиякий журналістський хист, відтоді той став постійним співробітником його видання.
У 1841 році взявся за упорядкування великого «Словника французької мови», який був опублікований у 1863—1877 роках у видавництві «Ашетт».
1860 року був обраний членом Баварської академії наук. 1864 року став почесним членом Грецького філологічного товариства в Константинополі.